# Ernst von Baumbach (Offizier, 1759)
Friedrich Ernst (I.) von Baumbach(-Nentershausen) (* 28. Juni 1759 in Nentershausen; † 11. April 1837 ebenda) war ein deutscher Offizier und Abgeordneter.

## Leben
Friedrich Ernst von Baumbach stammte aus dem Zweig Kirchheim der Herren von Baumbach. Sein Vater war Reinhard von Baumbach (* 1. Mai 1708 in Nentershausen; † 16. Dezember 1765 ebenda), hessen-kasselischer Rittmeister im „Leibregiment (König von Schweden)“. Dieser hatte am 2. November 1745 in Reichensachsen Christine Luise, oder auch Louisa Christina, von Boyneburg gen. Hohenstein (* 17. Mai 1730 in Reichensachsen; † 28. Dezember 1805 in Nentershausen), Tochter von Dietrich Philipp von Boyneburg gen. von Hohenstein (Hanstein) zu Reichensachsen (* 1685) und Henriette von Bodenhausen, geheiratet. Wilhelm Lebrecht von Baumbach und Ludwig von Baumbach waren seine älteren Brüder.
Von Baumbach war Hessen-Darmstädter Offizier. 1793 nahm er als Garde-Oberst an der Belagerung von Mainz teil. Ab 1795 war er als Obristleutnant Vorsteher des Hofstaates von Prinz Ludwig von Hessen-Darmstadt, Neffe der Herzogin Luise. Durch diese Tätigkeit konnte Baumbach gute Kontakte zu Carl August von Sachsen-Weimar, Ehemann von Luise, aufbauen. 1800 besuchte Carl August Baumbach in Reichensachsen und als sich die Tochter seines Bruders Ludwig 1808 in Weimar als Hofdame vorstellen wollten, durfte Baumbach sogar den erkrankten Vater vertreten. Nach dem Tode Ludwigs 1811 übernahm er für die Kinder die Vaterrolle, blieb aber selber bis zu seinem Tod unverheiratet.
Er war Ritter und letzter Hauskomtur des Deutschen Ordens in Marburg.
Später lebte er als Rentier. Er erhielt eine Pension von 1400 Talern von Hessen-Darmstadt und eine Leibrente von 3000 Talern vom Deutschen Orden. 1815/1816 war er als Delegierter für den Fuldastrom Mitglied des Landtages des Kurfürstentums Hessen-Kassel.